# Tim Byrdak
Timothy Christopher Byrdak (né le 31 octobre 1973 à Oak Lawn, Illinois, États-Unis), est un lanceur de relève gaucher des Ligues majeures de baseball qui a évolué pour les Royals de Kansas City, les Orioles de Baltimore, les Tigers de Détroit, les Astros de Houston et les Mets de New York entre 1998 et 2013.

## Carrière
Tim Byrdak a joué pour les Royals de Kansas City de 1998 à 2000, avec les Orioles de Baltimore en 2005 et 2006, avec les Tigers de Détroit en 2007, puis pour les Astros de Houston de 2008 à 2010.

### Mets de New York
Byrdak signe en janvier 2011 un contrat des ligues mineures avec les Mets de New York. Le gaucher est envoyé au monticule à 72 reprises en 2011 et signe une moyenne de points mérités de 3,82 avec un sauvetage.